# Mallos hesperius
Mallos hesperius är en spindelart som först beskrevs av Chamberlin 1916.  Mallos hesperius ingår i släktet Mallos och familjen kardarspindlar. Inga underarter finns listade i Catalogue of Life.